# 続・西太后
『続・西太后』（ぞくせいたいごう、原題：一代妖后）は、1989年の中国・香港合作映画。VHS邦題は『続・西太后 暴虐の美貌』。

## 概要
1984年に製作された『西太后』の続編で、前作の監督であるリー・ハンシャンが今作では脚本も手がけ、その後の物語を描いている。中国・北京の大宮殿・故宮にロケしての宮廷絵巻風史劇で、監督及び主要キャストは前作『西太后』と同じ、内容的にも前作とかなり重複するが、今回は西太后の性生活などもわずかではあるが描いている。
本編時間は90分であり、東太后が先帝からの勅命を燃やした後エピローグとなる。黄色い帯が風に揺れ、不吉さを演出しているが、毅皇后は自殺した事になっており史実に近い。一部の海外輸出版は毅皇后を公開処刑にするラストシーンが追加され、本編時間は95分になっている。

## あらすじ
1864年（同治3年）6月16日、清軍は南京の反乱軍である太平軍を鎮圧し、平和な世の中を迎えた。時は流れ、清朝第10代皇帝・同治帝（チェン・ダオミン）も青年となる。西太后（リウ・シャオチン）は権勢を振るい、側近宦官に小安（李岩）を置き、身の世話をさせていた。小安は偽宦官で一物がついていたので、夜のお世話もしていたのだ。また彼は偽の勅令で私腹を肥やしたり、宮廷の侍女・翡翠に手を出し身ごもらせ、産むと言う彼女を自殺に追い込んだ。同治帝は不意にぶつかった桂蓮（クイレン）（コン・リー）と出会い、惚れてしまう。しかし彼は先帝の正室・東太后（チェン・イエ）が選んだ毅皇后（劉虹）との婚儀が進んでいた為、西太后は桂蓮を宮廷から追い払い、天橋の花街（売春宿）へと追いやる。西太后は実母であるがゆえに、同治帝に教育ママ振りを発揮。同治帝の妻・毅皇后が嫌いだった為、二人を離間し勉学に励ませようとするが同治帝は反抗。こっそり天橋の花街へ遊びに行く。同治帝は桂蓮に再会したが、変わり果てた有様に唖然としてしまう。幾度に及ぶ花街への往来で同治帝は梅毒にかかるが、医師達は正確に病状を伝えなかった為に症状は悪化してしまう。衰弱していく同治帝を献身的に介護する毅皇后も梅毒にかかっていたと知ると、西太后は病魔の原因を皇后に押し付け、何度も頬を叩く。反抗的な皇后の顔を長い付爪で引っかき、7ヶ月の子供を宿した腹を足蹴にして流産させようとするが、それを見た東太后は激怒。先帝からの勅命にて西太后を処罰しようとしたが、西太后は空涙で東太后を丸め込み勅命を燃やさせてしまう。もはや怖いものなしの西太后は、自殺未遂に至った身重の毅皇后を厳重に緊縛、舞台装置を使って高所まで吊り上げ、腹から地面に叩きつけて子供ごと惨殺する。そして東太后を毒を入れた饅頭で殺し、自分の妹の子供を第11代皇帝に祭り上げ、再び清朝の実質的権力を獲得するのであった。

## キャスト
- 西太后：リウ・シャオチン
- 東太后：チェン・イエ
- 同治帝・載淳：チェン・ダオミン
- 桂蓮：コン・リー
- 毅皇后：劉虹
- 小安：李岩